# تور دو فرانس زنان ۲۰۲۳

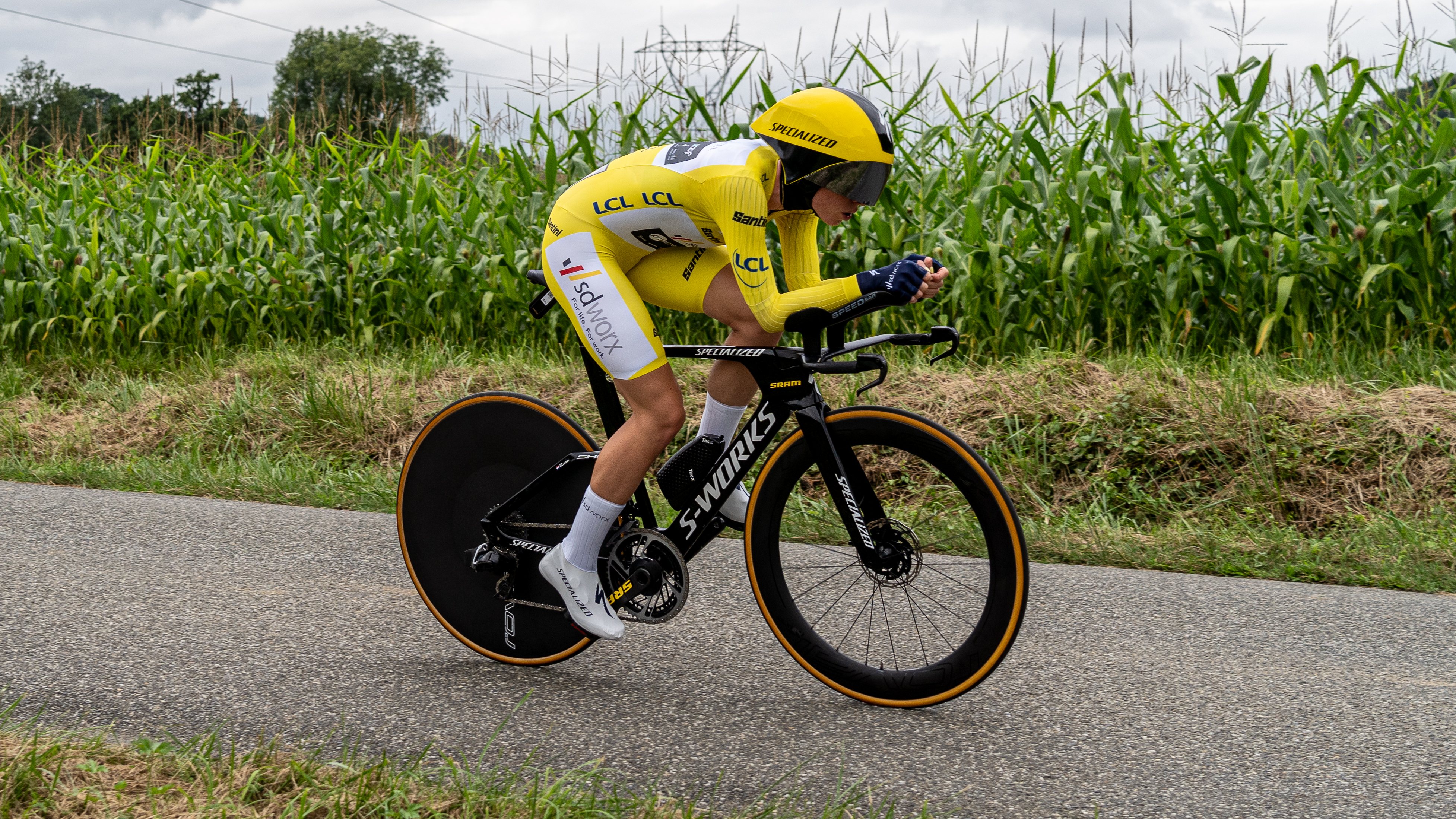
یک بازیکن زن در حال رکاب زدن در تور دو فرانس زنان ۲۰۲۳

مسابقات دوچرخه سواری تور دو فرانس زنان ۲۰۲۳ (به‌طور رسمی تو دو فرانس زنان با همراهی زوئیفت) که دومین نسخه از تور دو فرانس فم بود از ۲۳ تا ۳۰ ژوئیه ۲۰۲۳ برگزار گردید و بیست و یکمین مسابقه در تقویم تور جهانی زنان UCI در سال ۲۰۲۳ را رقم زد. این مسابقه توسط سازمان ورزش آموری (ASO) فرانسه برگزار شد که تور دو فرانس مردان را نیز برگزار می‌کند.
دمی ولرینگ قهرمان این دور مسابقات شد و رقیب خود آنمیک فان فلوتن (تیم مویستار) را با پیروزی در مرحله گردنه تورماله شکست داد. مقام دوم به لوته کوپکی، هم تیمی والرینگ، رسید که پس از پیروزی در مرحله اول، پیراهن زرد را برای شش مرحله بر تن کرد.

## تیم‌ها
۲۲ تیم در این مسابقه شرکت کردند. هر تیم هفت سوار داشت که یکی بیشتر از دوره قبلی یعنی در ۲۰۲۲ محسوب می‌شد. تیم‌ها در ۱۴ آوریل ۲۰۲۳ معرفی شدند. همه ۱۵ تیم جهانی زنان UCI به‌طور پیش‌فرض دعوت شدند. هفت تیم قاره‌ای زنان UCI هم به آن‌ها پیوستند - دو تیم برتر قاره‌ای زنان UCI 2022 (Ceratizit–WNT Pro Cycling و Lifeplus–Wahoo) دعوت‌نامه خودکار دریافت کردند و پنج تیم دیگر توسط سازمان ورزش آموری (ASO) انتخاب شدند. برگزارکنندگان تور با ۱۵۴ سوار از ۲۷ ملیت مسابقه را آغاز کردند که بیشترین درصد آنها هلندی بودند (۱۹٪ از پلوتون).